# Emmanuel Lubezki
Emmanuel Lubezki, född 30 november 1964 i Mexico City, är en mexikansk filmfotograf. Han är känd för sina samarbeten med regissörerna Terrence Malick, Alfonso Cuarón och Alejandro González Iñárritu, och förknippas ofta med tekniskt ambitiöst kameraarbete som utmärker sig genom användandet av rörlig kamera, naturligt ljus och långa tagningar.
Lubezki har nominerats till åtta Oscar och vunnit tre år i rad för filmerna Gravity (2013), Birdman (2014) och The Revenant (2015).

## Filmografi (urval)
| År   | Film                                                               | Regissör                    | Noteringar                     |
| ---- | ------------------------------------------------------------------ | --------------------------- | ------------------------------ |
| 1991 | Sólo con tu pareja                                                 | Alfonso Cuarón              |                                |
| 1992 | Como agua para chocolate                                           | Alfonso Aráu                |                                |
| 1994 | Reality Bites                                                      | Ben Stiller                 |                                |
| 1995 | En vandring bland molnen                                           | Alfonso Aráu                |                                |
| 1995 | Den lilla prinsessan                                               | Alfonso Cuarón              | Oscarsnominerad för Bästa foto |
| 1996 | The Birdcage - lånta fjädrar                                       | Mike Nichols                |                                |
| 1998 | Möt Joe Black                                                      | Martin Brest                |                                |
| 1998 | Lysande utsikter                                                   | Alfonso Cuarón              |                                |
| 1999 | Sleepy Hollow                                                      | Tim Burton                  | Oscarsnominerad för Bästa foto |
| 2001 | Ali                                                                | Michael Mann                |                                |
| 2001 | Din morsa också!                                                   | Alfonso Cuarón              |                                |
| 2004 | Attentatet mot Richard Nixon                                       | Niels Mueller               |                                |
| 2004 | Lemony Snickets berättelse om syskonen Baudelaires olycksaliga liv | Brad Silberling             |                                |
| 2005 | Den nya världen                                                    | Terrence Malick             | Oscarsnominerad för Bästa foto |
| 2006 | Children of Men                                                    | Alfonso Cuarón              | Oscarsnominerad för Bästa foto |
| 2008 | Burn After Reading                                                 | Joel och Ethan Coen         |                                |
| 2011 | The Tree of Life                                                   | Terrence Malick             | Oscarsnominerad för Bästa foto |
| 2012 | To the Wonder                                                      | Terrence Malick             |                                |
| 2013 | Gravity                                                            | Alfonso Cuarón              | Oscarsbelönad för Bästa foto   |
| 2014 | Birdman                                                            | Alejandro González Iñárritu | Oscarsbelönad för Bästa foto   |
| 2015 | Knight of Cups                                                     | Terrence Malick             |                                |
| 2015 | The Revenant                                                       | Alejandro González Iñárritu | Oscarsbelönad för Bästa foto   |
| 2017 | Song to Song                                                       | Terrence Malick             |                                |
| 2022 | Amsterdam                                                          | David O. Russell            |                                |